# Ponatinib

Ponatinib

Le ponatinib est un médicament anticancéreux (voie orale) commercialisé par le laboratoire ARIAD Pharmaceuticals sous le nom « ICLUSIG ».
Selon une publication récente (2019), cette molécule protège la souris de laboratoire de la tempête de cytokines, qui est l'une des causes majeures de mortalité en cas d'infection par des virus hautement-pathogènes ou dans certaines maladies.

## Indications
En Europe, le ponatinib est indiqué chez les patients adultes atteints de leucémie myéloïde chronique (LMC) en phase chronique, en phase accélérée ou en phase blastique, qui présentent une résistance au dasatinib ou au nilotinib. Il peut être prescrit en cas d'intolérance au dasatinib ou au nilotinib et pour qui un traitement ultérieur par imatinib n'est pas cliniquement approprié, ou qui expriment la mutation T315I.
Il est également indiqué en cas de leucémie aiguë lymphoblastique à chromosome Philadelphie (LAL Ph+), qui présentent une résistance au dasatinib, une intolérance au dasatinib et pour qui un traitement ultérieur par imatinib n'est pas cliniquement approprié, ou qui expriment la mutation T315I,.

## Mécanisme d’action
Le ponatinib est un pan-inhibiteur puissant de la protéine tyrosine kinase BCR-ABL. Cette enzyme est présente dans certains récepteurs sur la surface des cellules leucémiques où elle est impliquée dans la stimulation de la division des cellules de manière incontrôlable. En bloquant la protéine BCR-ABL, le ponatinib aide à contrôler la croissance et la propagation des cellules leucémiques.

## Effets secondaires
Comme tous les anticancéreux, ce médicament a des effets secondaire, qui ont notamment justifié une réévaluation du médicament par la FDA aux États-Unis et en Europe.
Il peut induire des caillots sanguins et lors d'une étude ayant porté sur 449 patients traités durant 4 ans pour une leucémie myéloïde chronique en phase chronique 150 d'entre eux ont connu des événements occlusifs vasculaires cardiaques (21% des patients), des problèmes vasculaires périphériques (12%), et cérébrovasculaires (9%). Des problèmes thromboemboliques veineux ont touché  6% de ces malades. 

Ont aussi été signalés (par ordre de fréquence) : des problèmes d'hypertension (69%), d'éruptions cutanées (63%), de maux de ventre (48%), defatigue (47%), de maux de tête (43%), d'ischémie artérielle (42%), de peau sèche (42%), de constipation (41%), d'arthralgie (32%), de nausées (28%), de pyrexie (26%), des neuropathies périphériques (24%), myalgies (24%), douleurs aux extrémités (23%), maux de os (21%) et diarrhée (20%). De plus, des cas de syndrome d'encéphalopathie réversible postérieure ont été signalés.

## Autorisation de mise sur le marché (AMM)
Aux États-Unis, la Food and Drug Administration a délivré l’AMM du ponatinib le 14 décembre 2012. En Europe, la Commission européenne a délivré l’AMM du ponatinib le 1er juillet 2013. Cette AMM (dite Centralisée) est valide dans toute l’Union européenne.

## Historique
En octobre 2013, de nouvelles informations fournies par le laboratoire ARIAD ont suggéré que des évènements vasculaires occlusifs apparaissaient avec une incidence cumulée supérieure à celle observée initialement, au moment de l’autorisation de mise sur le marché. 
Aux États-Unis, ceci a conduit à une demande de la FDA de suspension temporaire de commercialisation du ponatinib. Mais il resté disponible pour les patients pour lesquels le bénéfice/risque était considéré favorable par les médecins. 

En décembre 2013, la FDA a annoncé la mise en place de nouvelles mesures de sécurité et a autorisé sur cette base la reprise de la commercialisation du ponatinib en janvier 2014.
En Europe, le ponatinib a été réévalué par l’agence européenne du médicament, de novembre 2013 à octobre 2014, concluant un rapport bénéfice/risque du ponatinib positif, sous réserve de la mise en place de mesures de minimisations des risques.